# Unione Sportiva Mestrina 1957-1958
Questa voce raccoglie le informazioni riguardanti l'Unione Sportiva Mestrina nelle competizioni ufficiali della stagione 1957-1958.

## Rosa
| N. |                   | Ruolo | Calciatore          |
| -- | ----------------- | ----- | ------------------- |
|    | Italia (bandiera) | D     | Paolino Ambrosini   |
|    | Italia (bandiera) | A     | Elio Ardit          |
|    | Italia (bandiera) | A     | Angelo Bellemo      |
|    | Italia (bandiera) | D     | Valentino Benassuti |
|    | Italia (bandiera) | A     | Gianni Bobbo        |
|    | Italia (bandiera) | C     | Ugo Callegari       |
|    | Italia (bandiera) | D     | Danilo Campanarin   |
|    | Italia (bandiera) | A     | Lorenzo Canal       |
|    | Italia (bandiera) | A     | Ivano Cesaro        |
|    | Italia (bandiera) | C     | Alberto Ferrarese   |
|    | Italia (bandiera) | A     | Walter Guerra       |
|    | Italia (bandiera) | P     | Mario Liberalato    |
|    | Italia (bandiera) | C     | Giorgio Monari      |

| N. |                   | Ruolo | Calciatore           |
| -- | ----------------- | ----- | -------------------- |
|    | Italia (bandiera) | A     | Mario Nichele        |
|    | Italia (bandiera) | C     | Gastone Nordio       |
|    | Italia (bandiera) | A     | Novello              |
|    | Italia (bandiera) | P     | Giuseppe Pasquin     |
|    | Italia (bandiera) | D     | Pignoni              |
|    | Italia (bandiera) | C     | Bruno Popazzi        |
|    | Italia (bandiera) | D     | Paolo Sartori        |
|    | Italia (bandiera) | C     | Mario Silvestri      |
|    | Italia (bandiera) | A     | Giovanni Veglianetti |
|    | Italia (bandiera) | D     | Franco Vivian        |
|    | Italia (bandiera) | D     | Gino Zanoni          |
|    | Italia (bandiera) | C     | Giobatta Zoppelletto |